# Basílica del Santísimo Sacramento (Colonia del Sacramento)
La Iglesia Matriz, Basílica do Santíssimo Sacramento o Basílica del Santísimo Sacramento, a pesar de haber sido reconstruida en varias ocasiones, se le considera la iglesia más antigua del Uruguay. Ubicada al costado de la Plaza de Armas, en la ciudad de Colonia del Sacramento, departamento de Colonia. Más precisamente, en el barrio histórico de la ciudad, declarado Patrimonio Mundial por la Unesco en 1995.
Una sensación de majestuosa serenidad invade el corazón de quien franquea su puerta de entrada rodeada de piedras semi escondidas. 
En su interior se encuentran dos tumbas; una de ellas es la del vicario Domingo Rama y la otra la del Padre Barredo, quien ejerció sus hábitos allí durante cuarenta años.

## Datos históricos

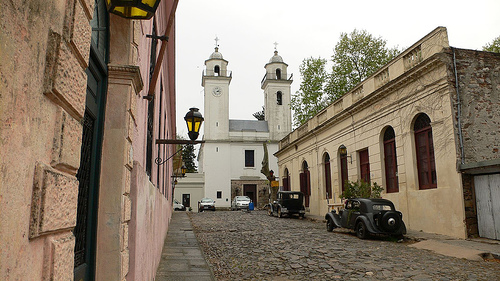
Calle en el casco histórico de Colonia del Sacramento

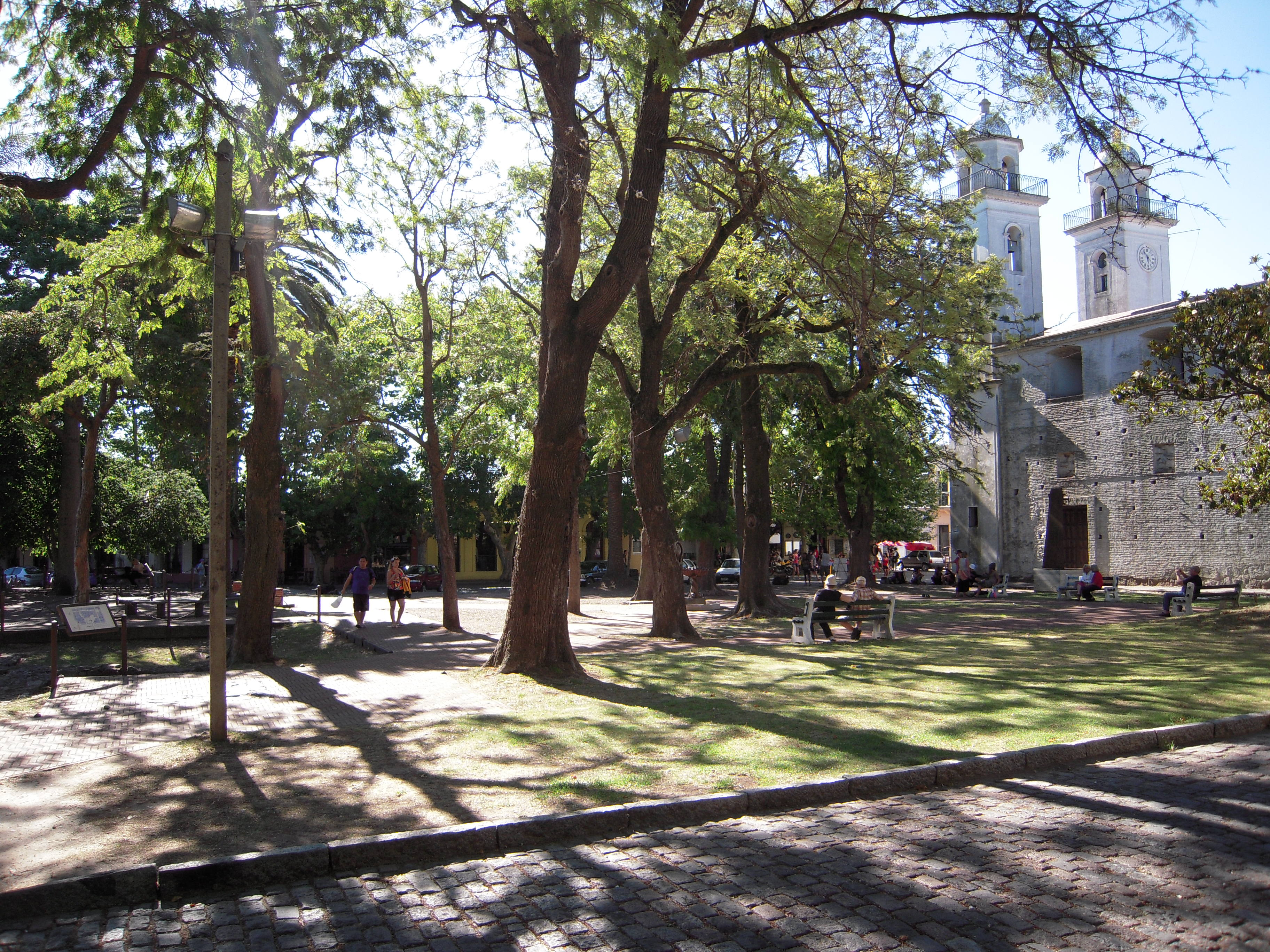
Plaza de Armas, con la Iglesia Matriz.

Esta iglesia originalmente fue un modesto rancho levantado en 1680, año de la fundación de la ciudad. Exactamente el 2 de febrero de ese mismo año se levantó la primitiva iglesia hecha de paja y terrón. En 1683, cuando por el "Tratado Provisorio", la Colonia es devuelta a los portugueses, la iglesia continúa siendo un rancho de adobe y paja hasta 1699, que por orden del Gobernador Sebastián de Veiga Cabral, es construida con piedra y cal. 
En las primeras décadas del siglo XVIII también se realizaron obras.
La iglesia sufrió sucesivas destrucciones parciales debido a accidentes bélicos, como por ejemplo el sitio que duró dos años, bajo el mando del Gobernador Salcedo. Vasconcellos logra restaurarla en forma de cruz latina, con la nave en el área del presbiterio más estrecha, techo de tejas y dos torres. 
Cuando Pedro de Cevallos sitia la Colonia ordena nuevas obras de restauración. En 1777 por los bombardeos del sitio otra vez queda muy arruinada y la Capilla de la Orden Tercera de San Francisco, pasa a ser utilizada como templo parroquial. Pero esta sufre un incendio y Colonia queda sin templo, utilizándose así una Capilla llamada de Santa Rita. En 1810 se inaugura un nuevo templo, pero en 1823, la caída de un rayo arrasa con la sacristía, destruyendo el altar mayor y deteriorando en partes su estructura. La explosión fue ocasionada por un polvorín portugués que se encontraba debajo de la sacristía, con municiones que habían sido allí guardadas en la época de la Dominación Cisplatina, derribando así los trabajos de reconstrucción realizados por el eminente arquitecto español Don Tomas Toribio.
La Iglesia y este hecho son mencionados por Carlos Darwin en su diario de viaje a bordo del HMS Beagle entre 1831 y 1836:
"La Iglesia es una curiosa ruina. Era usada como polvorín, y fue alcanzada por un rayo durante una de las miles de tormentas eléctricas del Río de la Plata. La explosión voló dos terceras partes del edificio hasta los cimientos; la otra parte queda en pie como un raro y destruido monumento del poder de la electricidad y la pólvora unidos."

## Construcción y aspectos arquitectónicos

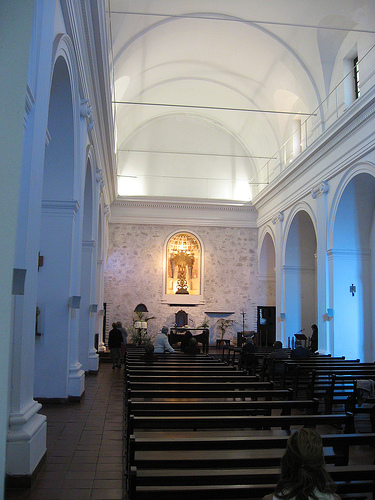

El edificio, que con pocos cambios llega hasta nuestros días, se concretó entre los años 1808 y 1810, aprovechándose, en buena parte, la construcción ya existente. Fue reconstruida sobre los planos del arquitecto español Tomás Toribio.
Así como mencionaba Darwin, fue alcanzada por un rayo, y entonces reconstruida nuevamente entre 1836 y 1841 (fecha de la que datan sus últimos muros restaurados). En 1976 se reconstruyeron las partes dañadas dejándose a la vista todo lo que es original. 
La Iglesia se destaca con sus anchos muros , sus altares y sus hermosas tallas. Además es de destacar un retablo del siglo XVI.
La pared del altar estuvo recubierta en mármol, y al ser derribada en una de sus restauraciones se descubre que medio metro más atrás estaba la pared auténtica. El cáliz de hierro fundido sobre dorado, -ubicado ahora sobre el altar-, fue estandarte en la fachada exterior de la iglesia en el año 1841. Conserva aún una pila bautismal que perteneciera a una de las primeras capillas, allá por el año 1700, un altar español de madera, así como un crucifijo tallado por los indios de las misiones jesuíticas, la figura de San Francisco de Asís, junto con un trono del siglo XIX y un sagrario misionero luso-brasileño de jacarandá, que engalanan el templo delicadamente. 
En la pared lateral se pueden apreciar los distintos estilos de construcción; diferenciándose las paredes de piedra de estilo portugués, de las de ladrillo estilo español.
Conserva la concepción original de una sola nave flanqueada por capillas laterales con muros portugueses de mampostería de piedra y de ladrillo y cubierta con bóveda de cañón.
La fachada y las cúpulas azulejadas de campanarios fueron recuperadas a partir del año 1957.
En la recuperación del templo parroquial trabajaron los arquitectos José Terra Carve, Antonio Cravotto y Miguel Ángel Odriozola. El primero de los nombrados fue director de esta obra.
A su alrededor se encontraba un cementerio y en épocas de la restauración, se extrajeron cantidades de restos. 
En excavaciones realizadas recientemente, aparecen en el costado izquierdo del templo, ruinas de los cimientos de lo que fuera "La Casa de los Gobernadores", las que junto a la iglesia eran los edificios principales de la ciudad.

## Capillas
- San Benito (Parroquia Anexada)
- Capilla Beato Luis Orione
- Capilla María Auxiliadora
- Capilla Nuestra Señora del Rosario
- Capilla San Antonio
- Capilla San José Obrero
- Capilla San Pedro
- Capilla Santa Teresita y San Luis Gonzaga
- Capilla Stella Maris
- Capilla Virgen de los Treinta y Tres
- Capilla Virgen de Lourdes